# Григорович, Дмитрий Павлович
Дми́трий Па́влович Григоро́вич (25 января (6 февраля) 1883, Киев — 26 июля 1938, Москва) — российский и советский авиаконструктор, специалист по гидросамолётам и истребителям.

## Биография
Родился в 1883 году в Киеве. Отец, Павел Дмитриевич, работал сначала на сахарном заводе, затем служил в интендантстве военного ведомства. Мать, Ядвига Константиновна, — дочь земского врача. Известный писатель Дмитрий Васильевич Григорович был двоюродным братом деда будущего авиаконструктора.
После окончания реального училища поступил в Киевский политехнический институт. После его окончания в 1909 году в течение года учился в институте в Льеже. В 1911 году Григорович переехал в Петербург, занимался журналистикой, издавал журнал «Вестник воздухоплавания». С 1912 года работал техническим директором завода «Первого Российского товарищества воздухоплавания С. С. Щетинин и К°». В 1913 году на завод частным образом попала летающая лодка Donnet-Lévêque для ремонта носовой части. Изучив конструкцию, инженер Григорович уже до войны изготовил свою первую летающую лодку М-1.
После постройки в 1914 году экспериментальных летающих лодок М-2, М-3 и М-4 в 1915 году он создал летающую лодку М-5. Это был двухместный биплан деревянной конструкции, имевший следующие характеристики: размах крыльев — 11,5 м; площадь крыла — 30 м²; общий вес — 660 кг, полезная нагрузка — 300 кг. Гидросамолёт развивал скорость 130 км/ч. Летающая лодка поступила на вооружение российского флота в качестве разведчика и корректировщика артиллерийского огня. 12 апреля 1915 года М-5 совершил первый боевой вылет. Серийная постройка М-5 продолжалась до 1923 года.
Вслед за М-5 Григорович построил более тяжёлый гидросамолёт М-9, предназначенный для нанесения бомбовых ударов по кораблям и береговым объектам. В 1916 году после успешных лётных испытаний гидросамолёт был принят на вооружение. В сентябре 1916 года морской лётчик Ян Нагурский выполнил на М-9 мёртвую петлю. Григорович спроектировал первый в мире гидросамолёт-истребитель М-11. В 1916 году Григорович создал два сухопутных самолёта: «С-1» и «С-2». Самолёт «С-2» представлял собой один из первых в мире самолётов-двухвосток. В том же году им был сконструирован и построен двухпоплавковый гидросамолёт «М-20». В июле 1917 года Григорович стал владельцем завода, отделившегося от завода С. С. Щетинина, на котором он раньше работал. В 1918 году после национализации завода Григорович некоторое время работал начальником конструкторского отдела государственного завода «Красный лётчик», затем бежал из Петрограда на Юг России, ещё не занятый большевиками: в Киев, Одессу, Таганрог и Севастополь. В Таганроге спроектировал поплавковый истребитель МК-1 «Рыбка».
В 1922 году, после окончания Гражданской войны, Григорович вернулся в Москву. Здесь, возглавляя КБ завода ГАЗ №1 (бывший «Дукс»), он разработал первые советские истребители И-1 и И-2, самолёт-разведчик Р-1.
В начале 1924 года Григорович переехал в Ленинград на завод «Красный лётчик» (бывший свой завод «Гамаюн»). Григорович сделал многое для возрождения завода и организовал Отдел морского опытного самолётостроения (ОМОС).
В конце 1927 году коллектив ОМОС Григоровича был переведён в Москву и получил название ОПО-3 (опытный отдел-3). В эти годы им созданы опытные экземпляры морских разведчиков МР-1, МР-2 и МР-3, учебные самолёты МУ-1 и МУ-2, дальние морские разведчики РОМ-1, РОМ-2, двухпоплавковый морской миноносец ММ-1, морской торпедоносец МТ-1.
31 августа 1928 года Григорович был арестован ОГПУ. Осуждён Коллегией ОГПУ СССР 20 сентября 1929 года по ст. 58.7 УК РСФСР и приговорён к 10 годам заключения в исправительно-трудовом лагере. С декабря 1929 по 1931 год Григорович, находясь в заключении в Бутырской тюрьме, совместно с Н. Н. Поликарповым работал в так называемой «шарашке» — ЦКБ-39 ОГПУ под руководством начальника Технического отделения Экономического Управления ОГПУ А. Г. Горянова-Горного (Пенкновича). Ими в апреле 1930 года был создан истребитель И-5.
Амнистирован постановлением ЦИК СССР от 8 июля 1931 года (в связи с награждением Авиазавода № 39 Орденом Ленина) и одновременно ему была вручена грамота ЦИК СССР и премия в 10 тысяч рублей. Продолжил работу в Центральном конструкторском бюро, создав серию экспериментальных моделей лёгких и тяжелых штурмовиков. Параллельно с конструкторской работой в 1930-е годы Григорович преподавал в МАИ. Позднее он стал профессором, заведующим кафедрой конструкции самолётов.
Умер от рака в 1938 году. Похоронен в Москве на Новодевичьем кладбище (участок № 3).
Реабилитирован 1 июля 1993 года.

## Самолёты Григоровича

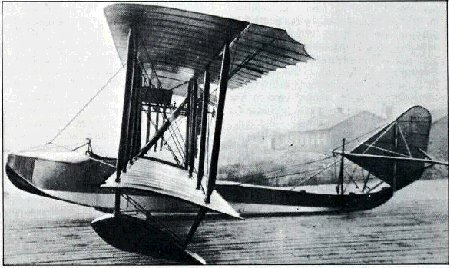
Гидросамолёт М-5

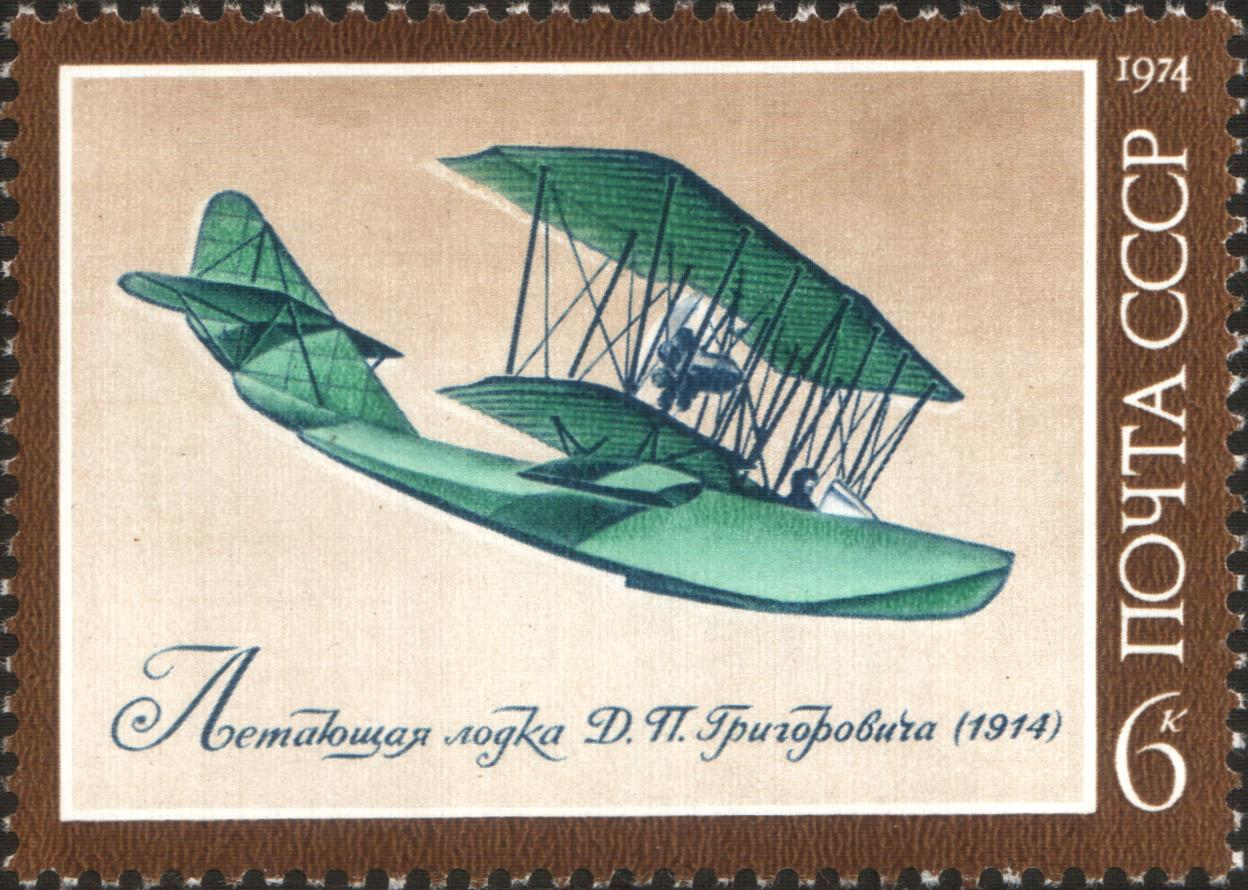
Изображение летающей лодки М-5 на почтовой марке СССР

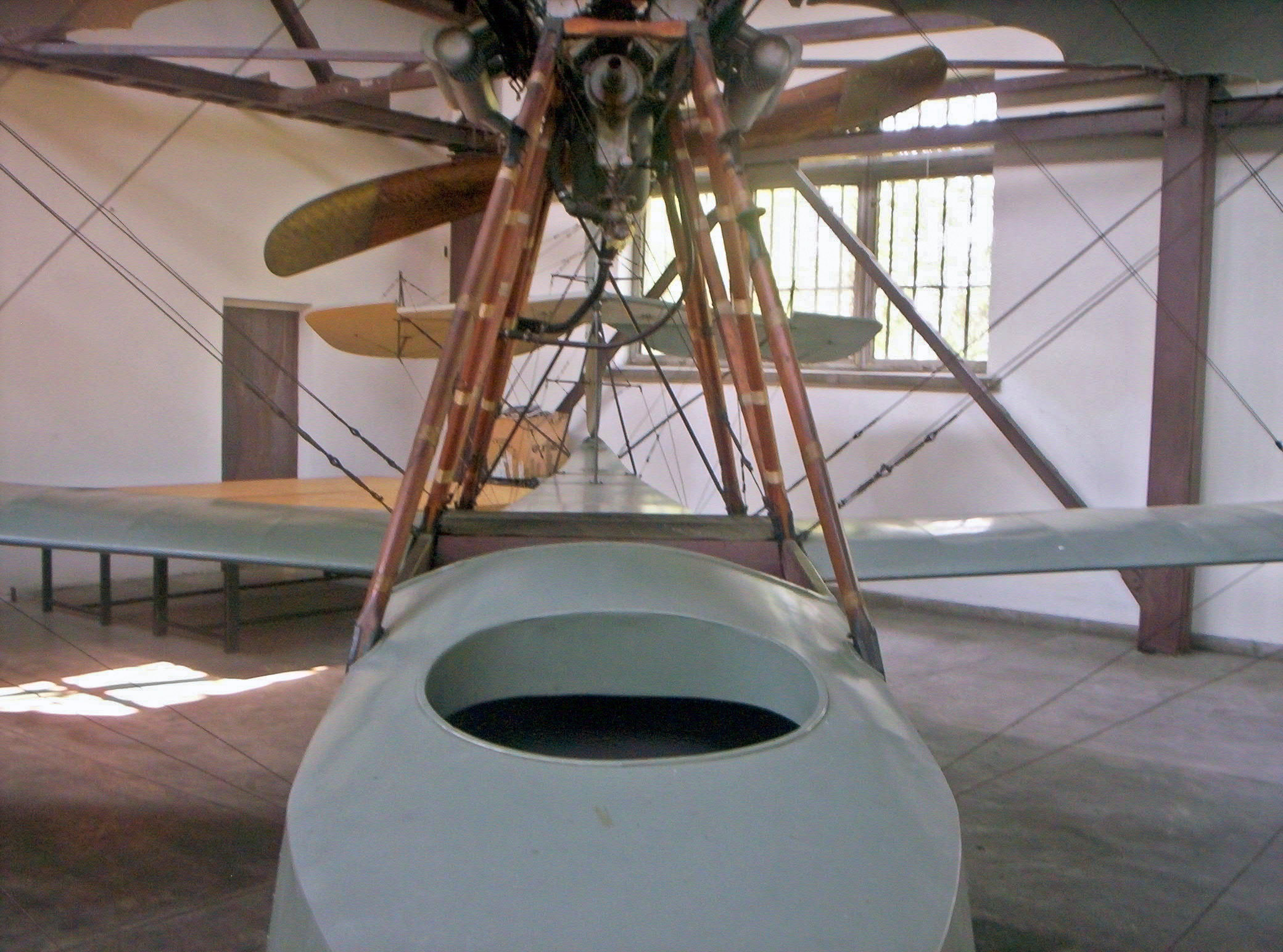
Гидросамолёт М-15
в Музее польской авиации

- М-1 (Морской первый), гидросамолёт, 1913 — Летающая лодка. Первый полет в 1913 году. Усовершенствованная французская летающая лодка «Доннэ-Левек». Экипаж два человека. Полеты продолжались до декабря 1914 года, когда самолёт разбился при аварии[7].
- М-2, (Морской второй) — Летающая лодка. Первый полет в 1914 году. Экипаж два человека. Два самолёта с 1915 до 1916 года служили в морской авиации Балтийского моря, ещё два самолёта вошли в состав авиации Черноморского флота, где участвовали в боевых действиях[8].
- М-3, 1914 — Летающая лодка. Первый полет в 1914 году. Модернизация М-2. Самолёт на вооружение принят не был и серийно не запускался[9].
- М-4, 1914 — Морской разведчик, летающая лодка. Первый полет конец 1914 года. Модернизация М-3. Построено четыре самолёта. Два самолёта были переданы авиации Черноморского флота и два Балтийскому[10].
- М-5, 1915 — Летающая лодка. Первый полет в 1915 году. Двухместный биплан. До 1923 года самолёт строился серийно. Всего было построено около 300 самолётов. До 1916 года самолёт использовался в качестве морского разведчика, а затем как учебный[11].
- М-6, 1915 — Летающая лодка. Первый полет в 1915 году. Не лицензионное копирование американских летающих лодок «Кертисс Ф». Было построено пять самолётов. Использовались на Чёрном море с 1915 по 1916 годы[12].
- М-7, 1915 — Развитие самолёта М-5. При испытании самолёт не смог оторваться от воды. В дальнейшем работы по М-7 прекратили[12].
- М-8, 1915 — Опытный гидросамолет. Тяжелый разведывательный самолёт с большим радиусом действия. Работы прекратили на этапе проектирования, из-за отсутствия моторов нужной мощности[13].
- М-9, 1915 — Разведывательная летающая лодка. Первый полет в 1915 году. Биплан с толкающим винтом. Экипаж два человека. Всего было построено около 500 самолётов. Эксплуатировались до 1921 года[14].
- М-10, 1915 — Летающая лодка. Первый полет в 1916 году. Во время испытаний самолёт не показал проектируемых летных качеств и от дальнейшей доработки отказались[15].
- М-11, 1915 — Истребитель-летающая лодка. Первый полет в 1916 году. Одноместный биплан. Всего в морское ведомство было передано 61 гидросамолет М-11, которые базировались на Чёрном и Балтийском морях. На флоте самолёты использовались до лета 1917 года[16].
- С-1 (Сухопутный первый), самолёт-разведчик, 1916 — Биплан с тянущим винтом. Достроен не был.[17].
- С-2, 1916 (Сухопутный второй) Самолёт-разведчик. Один из первых самолётов выполненных по схеме «рама». При проведении испытаний произошла авария, после которой самолёт не восстанавливался[18].
- М-12, 1916 — Истребитель-летающая лодка . Первый полет в 1916 году. Двухместный вариант М-11[19].
- М-13, 1916 — Проект морского истребителя. Данные не сохранились.
- М-14, 1916 — Проект морского истребителя Данные не сохранились[20].
- М-15, 1916 — Разведывательная летающая лодка. Первый полет в 1916 году. Экипаж два человека. Серийное производство с 1916 по 1921 годы. Всего было изготовлено 87 самолётов М-15[21].
- М-16, 1916 — Гидросамолет-разведчик. Первый полет в 1916 году. Зимний гидроплан, способный садиться на лед и снег. С ноября 1916 по июнь 1917 года на Балтийский флот было передано 36 самолётов М-16. После революции 1917 года 5 самолётов М-16 осталось в Финляндии, где они эксплуатировались до 1923 года[22].
- ГАСН (Гидроаэроплан специального назначения) первый торпедоносец, Бомбардировщик-торпедоносец. Первый полет в 1917 году. Двухмоторный биплан. Экипаж 3-4 человека. После первых испытательных полетов в 1917 году работы по самолёту были приостановлены и возобновились лишь в 1920 году и после аварии самолёт больше не восстанавливался[23].
- М-17,- Летающая лодка-истребитель. Первый полет в 1918 году. Экипаж один человек. Модернизация М-15 под двигатель 150 л. с.[24]
- М-18, 1918 — Летающая лодка-истребитель. Проект. Развитие М-15 под двигатель 200 л. с.
- М-19, 1919 — Проект. М-18 и М-19 построены не были.[25]
- М-20, — Учебная летающая лодка. Первый полет в 1917 году. Модернизация М-5. Производство продолжалось до 1920 года. Всего было изготовлено около 80 самолётов.[26]
- М-21, 1917
- М-22, 1917
- М-23, 1917
- М-24 — Летающая лодка береговой разведки. Первый полет в 1923 году. После испытаний самолёт был запущен в серию. Всего было заказано 49 самолётов.[27]
- М-25, 1917
- МУР-1 — Учебная летающая лодка. Первый полет в 1926 году. Экипаж два человека. Модификация самолёта М-5. Испытания показали, что МУР-1 не может использоваться как учебный. Мур-1 был построен в единственном экземпляре.[28]
- МУР-2 — Учебная летающая лодка. Конструкция аналогична МУР-1 с новым корпусом лодки. Использовался в 1929—1931 годах для опытов на различных режимах на воде. Эти исследования легли в основу норм прочности, утвержденных ЦАГИ,[29]
- МРЛ-1 (Морской разведчик «Либерти» первый), гидросамолёт, — Разведывательная летающая лодка. Первый полет в 1925 году. Биплан с толкающим винтом. Экипаж два человека. После проведения испытаний от серийного выпуска отказались. Единственный экземпляр эксплуатировался в Соловецком лагере как самолёт для связи с материком.[30]
- И-1 (Истребитель первый), истребитель. Первый полет в 1923 году. Одноместный биплан. При проведении испытаний И-1 Григоровича был признан самым скоростным самолётом, однако также выяснилось, что самолёт не удовлетворяет многим требованиям. Самолёт серийно не изготавливался.
- И-2 — Одноместный истребитель. Первый полет в 1924 году. Во время испытаний истребитель показал высокие летные качества. В 1926 году самолёт был запущен в серийное производство, которое продолжалось до 1929 года, за это время было выпущено 211 самолётов И-2. Самолёт И-2 стал первым спроектированным в СССР истребителем.[31]
- РОМ-1 (Разведчик открытого моря первый), гидросамолёт, 1926 — Морской разведчик. Первый полет в 1927 году. Летающая лодка с двумя двигателями. Экипаж 4 человека. В ходе испытаний был сделан вывод, что РОМ-1 не может быть принят на вооружение.[32]
- РОМ-2 — Морской разведчик. Первый полет в 1928 году. Развитие РОМ-1. Испытания самолёта проводили в 1929 году. Летные качества самолёта не соответствовали параметрам, которые устанавливались для самолётов в 1930 году. Испытания закончились поломкой самолёта при грубой посадке. Самолёт не восстанавливали.[33]
- И-Z (Истребитель ЗЕТ), истребитель, 1931 — Пушечный истребитель. Первый полет в 1933 году. Экипаж один человек. До 1935 года было построено 70 самолётов И-Z.[34]
- ТБ-5 (Тяжёлый бомбардировщик пятый), бомбардировщик, 1931 — Первый полет в 1931 году. Экипаж 4 человека. Испытания не были проведены до конца, так как к тому времени уже вышел бомбардировщик ТБ-3 Туполева превосходивший по летным данным ТБ-5 Григоровича.[35]
- ИП-1 (Истребитель пушечный первый), истребитель, 1934 — Пушечный истребитель. Первый полет в 1934 году. Цельнометаллический моноплан. Экипаж один человек. В 1936 году начался серийный выпуск ИП-1, было построено около 90 самолётов ИП-1. В 1937 году производство ИП-1 прекратили. ИП-1 последний самолёт Григоровича, который строился серийно.[36]
- ТШ-1 (Тяжёлый штурмовик первый), штурмовик, 1934
- ТШ-2, 1934

### Совместно с Поликарповым
- Р-1 (Разведчик первый), самолёт-разведчик, 1924
- МР-1 (Морской разведчик первый), гидросамолёт, 1925
- МР-2, 1926
- МР-3, 1927
- МР-4, 1928
- МР-5, 1929
- И-5 (Истребитель пятый), истребитель, 1929